# Hortense-Félicité de Mailly-Nesle
Hortense-Félicité de Mailly-Nesle, marquise de Flavacourt, née le 11 février 1715 à Paris, paroisse Saint Sulpice, et morte le 28 décembre 1799, est une aristocrate française. 

## Biographie
Hortense-Félicité de Mailly-Nesle est la fille de Louis III de Mailly-Nesle et d'Armande Félice de la Porte Mazarin, petite-fille d'Hortense Mancini, elle-même nièce de Mazarin. Elle est issue de la maison de Mailly, une des plus anciennes familles de la noblesse française.   
Le 21 janvier 1739, à l'instigation de sa tante, Hortense-Félicité de Mailly-Nesle est mariée avec François-Marie de Fouilleuse , marquis de Flavacourt .    
Elle est nommée dame du palais en septembre 1742 à la place de sa sœur. Veuve depuis 1763, elle démissionne fin 1766, comme en témoigne une lettre de Marie Leszczynska. En 1774, après la mort de Louis XV, elle se retire du château de Versailles. 
En 1792, le comte de Mailly organisa au palais des Tuileries une lecture des Mémoires de Louis-François-Armand de Vignerot du Plessis de Richelieu, qui parlait abondamment des sœurs de Mailly-Nesle. Seule survivante des cinq sœurs, elle est invitée à présider cette assemblée.     
Confrontée au tribunal révolutionnaire, presque octogénaire, elle montra un courage plutôt serein, voire de la gaieté brave, qui la sauvera de la mort. Enfermée pour quelques mois au couvent des Oiseaux, transformé en prison, elle sera relâchée en 1794.    

### Famille
Elle épouse le 20 janvier 1739 François de Fouilleuse, marquis de Flavacourt, maréchal de camp, lieutenant de Roi en la province de Normandie pour le bailliage de Gisors, grand-bailli de Gisors, fils de Michel Joseph de Fouilleuse, marquis de Flavacourt, seigneur de Sérifontaine, capitaine au régiment des Gardes-françaises, lieutenant de Roi en Normandie, bailli et gouverneur des ville et château de Gisors, et de Marie Marguerite Rouxel de Médavy-Grancey. Né le 6 janvier 1708 à Paris, paroisse Saint Sulpice, il meurt dans la même paroisse le 2 août 1763 , le dernier de son nom. Deux enfants sont issus de ce mariage : 
- Auguste Frédéric de Fouilleuse, comte de Flavacourt, né le 8 décembre 1739, mestre de camp. Il se trouve successivement à quatre batailles, dont celle de Minden, où il reçoit une blessure, qui occasionne son décès, à l'âge de 22 ans [7], survenu à Paris, paroisse Saint Sulpice le 2 mars 1762 [6];
- Adélaïde Godefroy Julie de Fouilleuse, née à Paris, paroisse Saint-Sulpice, le 15 décembre 1742, morte à Paris, paroisse Saint Roch, le 31 décembre 1759, en donnant naissance à sa fille unique. Mariée à Paris, paroisse Saint Sulpice, le 26 février 1755 avec Louis-Dominique d'Estampes, marquis de Mauny, fils de Louis Roger d'Estampes, baron de Mauny (qui, avant de mourir le 15 septembre 1754, l'avait placé sous la protection de sa belle-sœur Marie-Thérèse de La Ferté-Imbault), et de Marguerite Lydie de Becdelièvre de Cany [8], dont postérité.

Elle est la sœur de quatre maîtresses successives de Louis XV :
- Louise Julie de Mailly-Nesle, comtesse de Mailly ;
- Pauline Félicité de Mailly-Nesle, comtesse de Vintimille ;
- Diane Adélaïde de Mailly-Nesle, duchesse de Lauraguais,
- Marie-Anne de Mailly-Nesle, marquise de la Tournelle, puis duchesse de Châteauroux.

Elle est la seule des cinq sœurs de Mailly-Nesle à ne pas avoir partagé la couche de Louis XV, son mari l'ayant menacé de la tuer si elle devenait « putain comme ses sœurs »,.

### Postérité littéraire
- Les frères Goncourt ont écrit la Duchesse de Châteauroux et ses sœurs[12].
- L'écrivain Émile Henriot appuie son Portrait de femmes sur les mémoires imaginaires d'un polygraphe (Correspondance du maréchal de Richelieu en 1792), pour inventer de nombreux dialogues et scènes fictives à son sujet[13].

## Pour approfondir

### Pages connexes
- Maison de Mailly
- Sœurs de Nesle